# Christina Seufert
Christina Seufert (n. 13 ianuarie 1957, Sacramento, California, SUA) este o săritoare în apă ce a reprezentat Statele Unite ale Americii, medaliată olimpică. A participat la o ediție a Jocurilor Olimpice (1984) în care a câștigat o medalie de bronz.

## Participări
Lista de mai jos prezintă principalele competiții la care a participat Christina Seufert de-a lungul carierei.
- diving at the 1984 Summer Olympics – women's 3 metre springboard[*]